# Pedrosa de Duero
Pedrosa de Duero es un municipio y villa situada en el partido judicial de Aranda, comarca de la Ribera del Duero, provincia de Burgos, comunidad autónoma de Castilla y León (España).

## Geografía
Dista 85 km de la capital. Se encuentra en los alrededores de Roa y de Aranda de Duero.
El municipio de Pedrosa de Duero, además del pueblo homónimo, está formado por otras cuatro Entidades Locales Menores:
- Boada de Roa
- Guzmán
- Quintanamanvirgo
- Valcabado de Roa

## Historia
El primer testimonio documentado de la villa es del 22 de diciembre de 1143, cuando el emperador Alfonso VII concedió a la villa de Roa el fuero de Sepúlveda. Más tarde, el monarca dio un privilegio a sus pobladores y les concedió jurisdicción sobre 33 aldeas de su alfoz. Entre ellas se encontraba «Petrosiella».
Otra fecha a destacar en la historia de Pedrosa es el 17 de marzo de 1295. En dicha fecha la reina doña Violante, viuda del rey Alfonso X y madre de Sancho IV, declaró y firmó una solemne sentencia arbitral, con el fin de arreglar diferencias que había entre los vecinos de Roa y sus aldeas, sobre la construcción de las murallas y la cerca de la villa y el modo de vendimiar y pastar los ganados en las viñas. 
En el censo de Vecindarios de la Corona de Castilla realizado en 1591 Pedrosa aparecía perteneciente a la Tierra de Roa e incluida en la «provincia» de Burgos. La Comunidad de Villa y Tierra contaba con 1569 vecinos pecheros, de los cuales 563 eran de la cabecera municipal.
Durante el siglo XVII se iniciaron muchos expedientes de segregación, que continuaron en el siglo siguiente durante el reinado de Felipe V, Pedrosa de Duero se lanzó a lo que parecía una aventura financiera y legal, que en 1726 la concluyó con éxito.
En efecto, los vecinos de Pedrosa de Duero plantearon su autonomía municipal por la vía señorial, precisamente, dirigiendo sus pretensiones al conde de Siruela, que tenía jurisdicción de señorío sobre toda la tierra de Roa.
Así, en 1726 y con autorización del decimotercer conde de Siruela, Antonio Velasco y de la Cueva, Pedrosa del Duero se declaró independiente de la jurisdicción de Roa y adquirió la categoría de Villa.
A la caída del Antiguo Régimen queda constituido en ayuntamiento constitucional, en el partido de Roa y perteneciente a la región de Castilla la Vieja; y en el censo de la matrícula catastral consta que contaba con 72 hogares y 216 vecinos.

### SigloXIX
Así se describe a Pedrosa de Duero en la página 748 del tomo XII del Diccionario geográfico-estadístico-histórico de España y sus posesiones de Ultramar, obra impulsada por Pascual Madoz a mediados del siglo XIX:

PEDROSA DE DUERO

Villa con ayuntamiento en la provincia, audiencia territorial y capitanía general de Burgos (14 leguas), partido judicial de Roa (1) y diócesis de Osma (14).
Situada en una llanura, rodeada de cuestas por la parte occidental; disfruta de buena ventilación y clima saludable.
Tiene 70 casas de mala construcción; escuela de primera enseñanza dotada con 1.500 reales; una iglesia parroquial (La Asunción), con curato de primer ascenso, servida por un cura párroco y un organista; y una ermita con su cementerio.
Confina el término N Boada y Villaescusa; E Roa; S Valcavado, y O San Llorente.
El terreno en su mayor parte es arenoso; participa de algunas alturas y una vega que se extiende hasta Roa con muy poco riego.
Los caminos son de pueblo a pueblo a excepción de uno de herradura que dirige de Campos a Zaragoza.
Producciones: cereales, legumbres, patatas, anís, vino y ganado lanar, vacuno y asnal, en corto número.
Industria: la agrícola.
Población: 72 vecinos, 216 almas.

Capital productivo: 1.281.800 reales. Imponible: 113.791. Contribución: 11.282 reales 14 maravedíes. El presupuesto municipal asciende a 4.000 reales, que se cubren con los fondos de propios y por reparto vecinal.

## Demografía
Pedrosa de Duero cuenta con una población de 461 habitantes (INE 2024).
| Gráfica de evolución demográfica de Pedrosa de Duero entre 1842 y 2021 |
| |
| Población de derecho según los censos de población del INE Población de hecho según los censos de población del INEEntre el censo de 1981 y el anterior, crece el término del municipio porque incorpora a Boada de Roa, Guzmán, Quintanamanvirgo y Valcavado de Roa. |

| Nacionalidad | Hombres | Mujeres | Total | %      | Proporción |
| ------------ | ------- | ------- | ----- | ------ | ---------- |
| Española     | 183     | 163     | 346   | 70.3 % |            |
| Extranjera   | 118     | 28      | 146   | 29.6 % |            |

## Economía
En 2007 el presupuesto municipal ascendió a 875.446,57 €.  La deuda viva del ayuntamiento de Pedrosa de Duero ascendía a la cantidad de 205.000 euros a fecha 31 de diciembre de 2009.
Pedrosa de Duero destaca por sus vinos de la D.O. Ribera del Duero.

## Parroquia

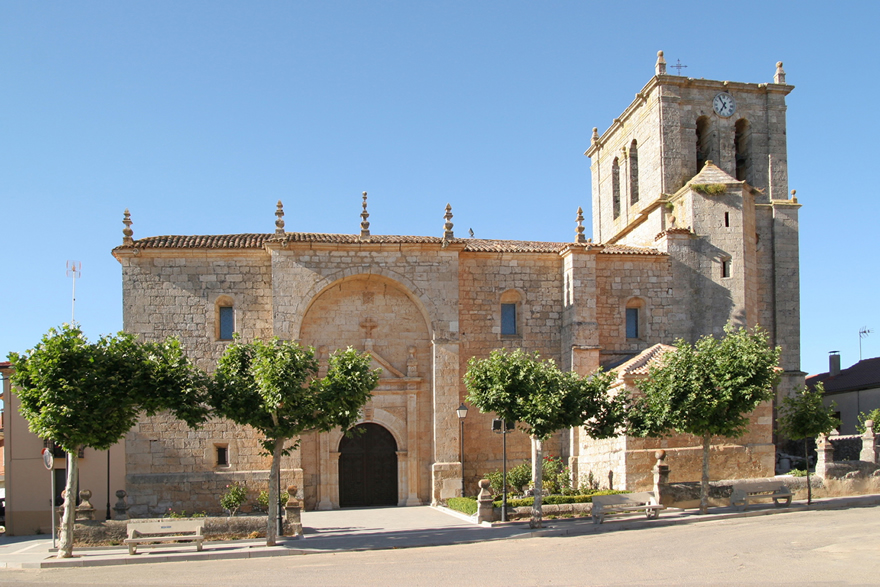
Iglesia parroquial

Iglesia católica de la Asunción de Nuestra Señora. La parroquia estaba dedicada en un principio a Nuestra Señora de la Antigua, sin embargo entre los siglos XVI y XVII vino a denominarse Asunción de Nuestra Señora.
Consta que en el siglo XIX esta iglesia pertenecía al obispado de Osma, hasta que en 1956 pasó a depender de la diócesis de su provincia, actualmente dependiente de la parroquia de Guzmán en el Arcipestrazgo de Roa, diócesis de Burgos.
La parroquia de la Asunción de Ntra. Sra. presenta un interior de dos estilos; tardogótico el ábside con bóveda nervada y separado del resto del cuerpo por medio de un arco triunfal —donde se encuentra una inscripción que dice: EN 12 DE SEPTIEMBRE DE 1720 * SE DIO PRINCIPIO A ESTA FÁBRICA * SE ACABO EN 2 DE SEPTIEMBRE DE 1723 * SE HIZO TODA DE LIMOSNA * A HONRA Y GLORIA DE DIOS  Y DE MARIA SANTISIMA—, con bóveda de crucería, ventanas de lunetos y decoración geométrica con florones centrales. 
Posee el templo una nave única de planta de salón, dividida en cuatro tramos, a su vez divididos por arcos fajones. A los pies se encuentra el coro y en el lateral norte se abre una pequeña capilla que guarda el retablo de Santo Cristo.
El permiso para construir la capilla del Santo Cristo de Pedrosa fue concedido el 13 de mayo de 1693 para agradecer los beneficios recibidos. Se realizó a costa de las aportaciones del Concejo y de la Cofradía de la Vera Cruz, que corrieron con los gastos que pudieran ocasionarse.
En 1726 se revistió el templo con altares, imágenes y cuadros. En el Libro de Fábrica no se aclara quién fue el autor, aunque los expertos mencionan al maestro Juan Félix de Rivas. 
El retablo principal tiene cuatro columnas muy adornadas, como corresponde al barroco, que enmarcan la talla juvenil y triunfante de María Assumpta. Remata el retablo un cuadro de nuestra Señora de la Encina, de interés artístico y fechado en 1740.
Inventario
En su interior posee piezas de interés como una pila bautismal renacentista del siglo XVI, un retablo mayor del siglo XVIII o lienzo de la virgen con el niño datado en 1740.
También destaca la importancia de un Sagrario con rica decoración, cuyo origen se remonta a finales de siglo XVII o principios del siglo XVII; una Virgen Sedente con el Niño del siglo XVI; un crucificado de estilo gótico del siglo XIII; ocho relicarios, un santo benedictino y dos Virgenes vestidas.
El exterior del edificio es de estilo renacentista. 
La torre está en la cabecera del edificio y está dividida en tres cuerpos separados por cornisas; la cornisa del segundo y tercer cuerpo están  rematadas por pináculos escurialenses. 
Entre el primer y segundo cuerpo se encuentra un pequeño torreón poligonal, que es la escalera de acceso al campanario, que éste se encuentra en el tercer cuerpo, en el que están los vanos de las campanas, divididos por pilastras rematadas por pináculos escurialenses. 
Como decoración tiene un conjunto de ventanas abocinadas, rematadas en arco de medio punto rebajados o de líneas rectas, además de un círculo concéntrico.
La fachada principal está dividida en cuatro tramos por los contrafuertes, con ventanas abocinadas y de arco de medio punto rebajados en el piso superior, salvo  en el primer cuerpo del que sale un pequeño edificio cuadrangular que es la sacristía; en el tercero que está la puerta principal, donde se han unido los contrafuertes creado un arco de medio punto rebajado que tiene como piedra clave una cara humana, dicho arco enmarca la portada renacentista que consta de, arco de medio punto rebajado con piedra clave en forma de corona mariana, los tímpanos están decorados con motivos vegetales, un poco más arriba está el entablamento con decoración geométrica renacentista y rematando toda la portada tiene un frontón triangular con decoración geométrica renacentista en el tímpano y con una cruz en el vértice superior, todo el conjunto está delimitado con unas pilastras que finalizan en unos pináculos escurialenses; por último el cuarto además de la ventana superior, tiene otra en la planta baja, abocinada y rectangular.  
Todo el cuerpo de la iglesia está rematado con pináculos barrocos.